# Lindhagenplanen 2.0
Lindhagenplanen 2.0 är en idéplan  för Stockholms framtida utveckling som har tagits fram av det partipolitiskt obundna nätverket Yimby (Yes in my backyard). 

## Begreppet
Begreppet "Lindhagenplanen 2.0" anspelar på Lindhagenplanen som Albert Lindhagen presenterade 1866. Det var en generalplan för Stockholm framlagd i ett Utlåtande med förslag till gatureglering i Stockholm. Planen skulle få stor betydelse för stadsplaneringen av Stockholm under 1800-talets slut.

## Lindhagenplanen 2.0
Yimbys Lindhagenplan 2.0 presenterades i september 2012 i ABF-huset i Stockholm. Förslaget skall ses som  en “positiv röst i stadsbyggnadsdebatten“. Idéplanens grundtanke är att Stockholm skall växa och utvecklas, men inte som gles bilstad (som hittills) utan som en tät blandstad. Enligt Yimby är en tät blandstad mycket attraktiv, den ger ökad ekonomisk dynamik, den är gång-, cykel- och kollektivtrafikvänlig, den ger minskad bilism och den skyddar naturmark på landet från exploatering. För att uppnå detta föreslås följande åtgärder:
- Utnyttja kvartersmark för förtätning av befintlig bebyggelse, istället för att sprida ut den.
- Bygg stråk istället för enklaver och skapar så den “kontinuerliga staden”.
- Främja blandning istället för att förbjuda den, beteckningar av typen "bostadsområde", "arbetsområde", "köpcentrum" och liknande skall försvinna ur planeringen.
- Utnyttja dagens bullerzoner och motorvägar som nya bostadsområden genom att stora trafikleder grävs ner.
- Bygg fler broar som sammanlänkar Stockholms utspridda stadsdelar. Yimbys Lindhagenplan 2.0 föreslår sexton nya broar, bland annat en ny variant av Österbron mellan Djurgården och Nacka samt en Kungshattsleden med en bro mellan Kungshatt och Sätra. Dock saknas den planerade motorvägen Förbifart Stockholm helt i Lindhagenplanen 2.0.